# Bühler Tal und Unterer Bürg
Bühler Tal und Unterer Bürg ist ein mit Verordnung des Regierungspräsidiums Tübingen vom 10. März 1993 ausgewiesenes Naturschutzgebiet mit der Nummer 4.218 und ein ergänzendes Landschaftsschutzgebiet mit der Nummer 4.16.017. 

## Lage
Das Gebiet liegt im Naturraum Schönbuch und Glemswald und befindet sich östlich des Rottenburger Stadtteils Kiebingen und südlich des Tübinger Stadtteils Bühl. Es ist Teil des FFH-Gebiets Nr. 7519-342 Rammert sowie des Vogelschutzgebiets Nr. 7519-401 Mittlerer Rammert. Das Bühler Tal öffnet sich von Süden nach Norden vom Rammert zum Neckar hin. Das Kernstück des Naturschutzgebietes bildet der Bühlertalbach, ein Niederungsbach mit ausgeprägter natürlicher Mäanderbildung. Ein Eschen-Erlen-Galeriewald mit Uferhochstauden, Nasswiesen und Auwaldresten säumen den Bach und seine Nebenarme.

## Schutzzweck
Schutzzweck ist die Erhaltung der überkommenen, offenen Kulturlandschaft mit gemähten, ungedüngten, nassen bis trockenen Wiesen, Streuobstbeständen mit alten Hochstämmen, dem frei mäandrierenden Bach mit seinem natürlichen Galeriewald und mit Laubmischwald, der dank seiner Vielgestaltigkeit und Größe ein bedeutendes Refugium für seltene Pflanzen und Tiere darstellt.

## Flora und Fauna
Der natürlich mäandrierende Bühlertalbach bietet Lebensraum für das gefährdete Neunauge. In den Nasswiesen des Schutzgebietes sind Gelbbauchunke und Trollblume heimisch.

## Hochwasserrückhaltebecken

Dammbau mit Schneise im Auwald

Seit Juli 2018 wird im Naturschutzgebiet ein etwa 350 Meter langer und bis zu sieben Meter hoher Damm gebaut. Der Dammbau hat das Ziel, das Hochwasserrückhaltebecken Wuhrwiesen zu erstellen. Das Ende der Baumaßnahme ist für Dezember 2019 geplant. Mit dem Hochwasserrückhaltebecken soll ein Jahrhunderthochwasser, das sich im Juni 2003 in Bühl ereignet hat, zukünftig verhindert werden. Es wurde planfestgestellt, dass der Bau des Rückhaltebeckens zum Schutz der Bevölkerung von Bühl das Interesse zum Schutze der Natur überwiegt. Die höhere Naturschutzbehörde hat eine Befreiung gemäß § 67 Abs. 1 Bundesnaturschutzgesetz erteilt. Eine Umweltverträglichkeitsprüfung hat ergeben, dass das geplante Vorhaben erhebliche Beeinträchtigungen für Teile des Auwalds entlang des Bühlertalbachs verursachen wird. Es wird Ausgleichsmaßnahmen geben, eine Flächenerweiterung ist nicht vorgesehen.